# شبلي عزيز
محمد شبلي عزيز (1943 - 8 أكتوبر 2018)، كان محاميًا ومستشارًا لرئاسة سريلانكا. شغل منصب النائب العام لسريلانكا من 1995 إلى 1996 وشغل منصب في مجلس دستور سريلانكا من 2015 إلى 2018.

## التعليم
تلقى تعليمه في الكلية الملكية، كولمبو من 1954 إلى 1963، وتخرج مع ليسانس حقوق بمرتبة الشرف من جامعة سيلان في بيرادينيا. بعد ذلك، انتقل إلى المملكة المتحدة وحصل على ماجستير في القانون من جامعة لندن ودبلوم في القانون البحري والشحن ودبلوم في قانون الجوي والفضائي من معهد لندن للشؤون العالمية.